# Triângulo de Codman
Triângulo de Codman é um termo usado para descrever a área triangular de novo osso subperiosteal que é criada quando uma lesão, frequentemente um tumor, eleva o periósteo para longe do osso. 
As principais causas deste sinal são osteossarcoma, sarcoma de Ewing e abscesso subperiosteal.